# Mar de Pechora
El mar de Pechora (a veces golfo de Pechora) (en ruso, Печорское море, o Pechórskoye more), es un pequeño mar localizado frente a las costas siberianas del noroeste de Rusia, un brazo del mar de Barents, en la parte sudeste. 
Administrativamente pertenece a Nenetsia, distrito autónomo del óblast de Arcángel.

## Geografía
El mar de Pechora limita al este con las costas occidentales de la isla Vaygach y la península Yugorsky, al oeste con la isla Kolgúyev, al sur con la costa continental de Nenetsia y al norte con la costa sur de la isla meridional del archipiélago de Nueva Zembla. Comunica con el mar de Kara por dos estrechos, que bordean Isla Vaygach: al norte el estrecho de Kara y al sur el estrecho de Yugor.
El mar de Pechora es un mar somero, muy poco profundo, con una profundidad media de sólo 6 m (el punto más profundo alcanza 210 m). En la parte meridional del mar corre hacia el este la «corriente Kolgúyev». Hay algunas islas cercanas a la costa, siendo la más grande la isla Dolgiy. El principal río que desemboca en este mar es el río Pechora, uno de los ríos más largos de Rusia (1998 km). 
El mar de Pechora se encuentra bloqueado por el hielo flotante de noviembre a junio.

## Historia
Históricamente, antes de que el mar de Barents fuera nombrado como tal, el mar de Pechora ya tenía nombre. El resto del actual mar de Barents se conocía entonces como mar de Múrmansk («Múrmanskoye more»). 
El mar de Pechora se utilizó como punto de partida de la exploración de la hasta entonces desconocida mar helada que se extendía al este. El primer viaje del que se tiene constancia a través del mar de Pechora fue hecho por el antiguo explorador ruso Uleb, que en 1032 partió desde Nizhny Nóvgorod cruzó el mar de Pechora y atravesó el estrecho Yugorsky hacia el mar de Kara. 
Los pomoros rusos, el pueblo habitante de las costas del mar Blanco, famosos navegantes que incluso compitieron con los vikingos, exploraron este mar y la costa de Nueva Zembla desde el siglo XI. La primera línea de navegación del Ártico, la Gran Ruta Mangazea, desde el mar Blanco al golfo del Obi y el golfo de Yeniséi comenzó a funcionar a finales del siglo XVI. Esta línea abrió el camino a las riquezas de Siberia y funcionó hasta 1619, cuando fue cerrada por razones militares y políticas, por miedo a la posible penetración de los europeos en Siberia. 
Hoy en día existe una cierta cantidad de perforaciones petroleras en el mar de Pechora, en los campos petroleros de Dolginskoye y Prirazlomnoye. El impacto ecológico negativo de esta explotación industrial en la costa del mar Pechora es bastante intenso.